# Kolskeggr Ásbjarnarsson
Kolskeggr Ásbjarnarsson, dit Kolskeggr le Sage est un islandais du XIIe siècle, généralement reconnu comme étant le rédacteur, en collaboration avec Ari Þorgilsson, auteur de l'Íslendingabók, du Landnámabók (le « Livre de la Colonisation »), une œuvre littéraire retraçant l'histoire de la colonisation de l'Islande,,, et constituant l'Íslendingabók les deux principales sources sur cette période.